# Franco Micalizzi
Œuvres principales
Bandes originales de Opération jaguar
Franco Micalizzi, né à Rome le 21 décembre 1939, est un compositeur de musiques de films italien.

## Biographie
Franco Micalizzi a commencé dans le cinéma à la fin des années 1960, notamment dans des westerns spaghetti. Il a ainsi composé pour des films avec Terence Hill (On l'appelle Trinita, 1971 ; Attention les dégâts, 1984) et pour bon nombre de films policiers italiens. Entre autres :
Opération jaguar (Italia A Mano Armata), Napoli Violenta, Brigade spéciale, (Roma a mano armata), Le Cynique, l'Infâme et le Violent (Il Cinico, L'Infame, Il Violento), Les amazones, filles pour l'amour et pour la guerre (Le Amazzoni - Donne d'amore e di guerra)
Une de ses œuvres, la bande originale de Opération Jaguar (Italia a mano armata) a été utilisée dans le film Django Unchained de Quentin Tarantino. Le réalisateur estime que Franco est un de ses compositeurs préférés .

## Filmographie

### Cinéma
- 1967 : Il ragazzo che sapeva amare de Enzo Dell'Aquila
- 1967 : Addio mamma de Mario Amendola
- 1968 : Vietnam, guerra e pace (documentaire) de Lamberto Antonelli
- 1968 : Il sole è di tutti de Domenico Paolella
- 1969 : L'Assassin fantôme de Javier Setó
- 1970 : On l'appelle Trinita (Lo chiamavano Trinità...) de Enzo Barboni
- 1972 : Padella calibro 38 de Antonio Secchi
- 1972 : Les Deux Visages de la peur (Coartada en disco rojo) de Tulio Demicheli
- 1972 : Sacramento (Sei iellato, amico hai incontrato Sacramento) de Giorgio Cristallini
- 1973 : Storia de fratelli e de cortelli de Mario Amendola
- 1973 : Les Amazones, filles pour l'amour et pour la guerre (Le Amazzoni - Donne d'amore e di guerra) de Alfonso Brescia
- 1973 : L'ultima neve di primavera de Raimondo Del Balzo
- 1974 : Il figlio della sepolta viva de Luciano Ercoli
- 1974 : Adolescence pervertie (Adolescenza perversa) de José Bénazéraf
- 1974 : Supermen contre les Amazones (Superuomini, superdonne, superbotte) de Alfonso Brescia
- 1974 : Una donna per 7 bastardi de Roberto Bianchi Montero
- 1974 : Hold-up (Hold-Up, instantánea de una corrupción) de Germán Lorente
- 1974 : Alla mia cara mamma nel giorno del suo compleanno de Luciano Salce
- 1974 : Lucrezia giovane de Luciano Ercoli
- 1974 : Le tapis hurle (Il piatto piange) de Paolo Nuzzi
- 1974 : Le Démon aux tripes (Chi sei?) de Ovidio G. Assonitis et Robert Barrett
- 1975 : Bianchi cavalli d'agosto de Raimondo Del Balzo
- 1975 : Bracelets de sang (Il giustiziere sfida la città) de Umberto Lenzi
- 1975 : Lezioni private de Vittorio De Sisti
- 1976 : Laure de Emmanuelle Arsan
- 1976 : Brigade spéciale (Roma a mano armata), d'Umberto Lenzi
- 1976 : Giovannino de Paolo Nuzzi
- 1976 : Opération casseurs (Napoli violenta) de Umberto Lenzi
- 1976 : Opération jaguar ou Flic en jean (Italia A Mano Armata) de Marino Girolami
- 1976 : L'Homme sans pitié (Genova a mano armata) de Mario Lanfranchi
- 1977 : Le Cynique, l'Infâme et le Violent (Il cinico, l'infame, il violento) de Umberto Lenzi
- 1978 : La Grande bataille (Il grande attacco) de Umberto Lenzi (sous le pseudonyme de Frank Michaels)
- 1978 : Échec au gang (La banda del gobbo) de Umberto Lenzi
- 1979 : Le Visiteur maléfique (Stridulum) de Giulio Paradisi
- 1979 : Corléone à Brooklyn (Da Corleone a Brooklyn) de Umberto Lenzi
- 1979 : Pardon, vous êtes normal ? (Scusi, lei è normale?) de Umberto Lenzi
- 1980 : Héros d'apocalypse (L'ultimo cacciatore) de Antonio Margheriti
- 1980 : Delitto a Porta Romana de Bruno Corbucci
- 1980 : Il ficcanaso de Bruno Corbucci
- 1982 : Delitto sull'autostrada de Bruno Corbucci
- 1983 : Le Pont (Ciao nemico) de Enzo Barboni
- 1983 : Quand faut y aller, faut y aller (Nati con la camicia) de Enzo Barboni
- 1984 : Perverse oltre le sbarre de Gianni Siragusa (sous le pseudonyme de Francis Taylor)
- 1984 : Sévices à la prison de femmes (Detenute violente) de Gianni Siragusa (sous le pseudonyme de Francis Taylor)
- 1984 : Attention les dégâts (Non c'è due senza quattro) de Enzo Barboni
- 1987 : La malédiction céleste (The Curse) de David Keith (sous le pseudonyme de Frank Micalizzi)
- 1988 : Rimini Rimini - Un anno dopo de Bruno Corbucci
- 1991 : Demoni 3 de Umberto Lenzi
- 1991 : Caccia allo scorpione d'oro de Umberto Lenzi
- 1992 : Hornsby e Rodriguez - Sfida criminale de Umberto Lenzi
- 2007 : Bentornato Pinocchio de Orlando Corradi

### Télévision
- 1976 : Albert e l'uomo nero (mini-série) (3 épisodes)
- 1991 : Classe di ferro (série télévisée) (12 épisodes)
- 1992 : Un figlio a metà (téléfilm)
- 1995 : Pazza famiglia (série télévisée) (8 épisodes)